# Ryan Gage
Ryan Gage, né le 17 janvier 1983 au Royaume-Uni, est un acteur britannique.
Il est notamment apparu dans Le Hobbit : La Désolation de Smaug et Le Hobbit : La Bataille des Cinq Armées dans le rôle d'Alfrid et dans The Musketeers dans le rôle de Louis XIII.
Il joue également dans plusieurs pièces de théâtre dont Hamlet et Macbeth à la Royal Shakespeare Company.
En 2014, il a également participé au doublage du jeu vidéo Bloodborne sur Playstation 4, où il est la voix de Micolash, l'hôte du cauchemar.

## Filmographie

### Cinéma

#### Court métrage
- 2008 : Brixton 85 : homme ivre

#### Longs métrages
- 1995 : Judge Dredd : voleur
- 2007 : Outlaw : avocat
- 2013 : Le Hobbit : La Désolation de Smaug : Alfrid
- 2014 : Le Hobbit : La Bataille des Cinq Armées : Alfrid
- 2015 : Scottish Mussel : Ramsey
- 2016 : 100 Streets de Jim O'Hanlon : Vincent
- 2021 : Les Aventures d'un mathématicien de Thorsten Klein : Robert Oppenheimer

### Télévision
- 1999 : The Bill : Carl Buxton
- 2006 : Les Arnaqueurs VIP : Billy
- 2009 : Holby City : Russell Cobden
- 2009 : Hamlet : Osric
- 2010 : Doctors : Nathan Hadler
- 2011 : Hollyoaks : Johnny
- 2013 : Murder on the Home Front : Danny Hastings
- 2014-2016 : The Musketeers : Louis XIII
- 2017 : Red Dwarf : Adolf Hitler
- 2020 : les enquêtes de Morse : Ludo Talenti (saison 7, épisode 1)
- 2023 : La Reine Charlotte : Un chapitre Bridgerton : George IV, prince de Galles